# Watamote
Je ne suis pas populaire, et c'est de votre faute ! (私がモテないのはどう考えてもお前らが悪い!, Watashi ga Motenai no wa dō Kangaetemo Omaera ga Warui!), également connu sous le nom raccourci Watamote (ワタモテ), est un manga écrit et illustré par Nico Tanigawa. Il est prépublié dans le magazine en ligne Gangan Online de Square Enix depuis le 4 août 2011. Une série dérivée au format 4 cases a débuté dans Gangan Joker le 22 janvier 2013. Une adaptation en série télévisée d'animation réalisée par le studio Silver Link est diffusé depuis le 8 juillet 2013.

## Synopsis
Dans les jeux de simulation de drague pour filles (les jeux vidéo otome), Tomoko Kuroki est la meilleure avec ses 100 expériences en relation amoureuse. Mais dans la réalité, la lycéenne de 15 ans est asociale avec un physique peu attirant. Un jour, elle en prend conscience et décide de tout faire pour devenir moins sombre, se faire des amis, et un jour, espérer sortir avec un garçon. Malheureusement entre le rêve et la réalité le fossé est grand... très grand...

## Personnages
Tomoko Kuroki (黒木 智子, Kuroki Tomoko)
Tomoko Kuroki est le personnage principal de la série Watamote. Tomoko est une solitaire otaku et perverse. Elle rejette toujours la faute sur les autres et n'apprend jamais de ses erreurs. En dépit de son lien d'amitié avec Yū elle n'a aucun ami mais plus l'histoire avance plus elle évolue, se faisant des amis et devenant plus mature.
Tomoki Kuroki (黒木 智貴, Kuroki Tomoki)
Tomoki est le petit frère de Tomoko. Contrairement à sa sœur, il n'est pas solitaire et est responsable, mais reste un garçon réservé avec sa famille et ses amis. Il fait partie du club de foot de son école et Akari et Kotori sont amoureuses de lui.
Yû Naruse (成瀬 優, Naruse Yū)
Yū est la meilleure amie de Tomoko qu'elle surnomme Mokkochi. Au collège c'était une otaku puis elle est devenue populaire et a eu un petit-ami mais ils ont fini par rompre. Elle n'est pas aussi brillante que Tomoko et finit dans un lycée différent.
Kiko Satozaki (里崎 希心, Satozaki Kiko) / Kî (きーちゃん, Kī-chan)
Kiko est la cousine de Tomoko et de Tomoki. Elle respectait beaucoup Tomoko jusqu'à ce qu'elle découvre sa « vraie » personnalité mais malgré ça, elle continue de l'aimer.
Hina Nemoto (根元 陽菜, Nemoto Hina)
Hina, camarade de classe de Tomoko, devient son amie. C'est une otaku mais elle le caché mais le révèle  au introduction de classe de 3e année. Son rêve est de devenir une comédienne de doublage.
Megumi Imae (今江 恵美, Imae Megumi)
Elle est une términale, responsable de l'organisation du festival culturel. Elle s'est liée d'amitié avec Tomoko.
Kotomi Komiyama (小宮山 琴美, Komiyama Kotomi)
Kotomi est l'amie de Yū — par contre elle déteste Tomoko. Toutes les trois traînaient ensemble au collège mais Tomoko finit par oublier Kotomi. Elle est éperdument amoureuse de Tomoki. Dans le spin-off de Watamote, on apprend que son père est mort quand elle avait cinq ans.
Akari Iguchi (井口 朱里, Iguchi Akari)
Akari est la meilleure amie de Hina, mais s'était fâchée avec elle car celle-ci ne lui a pas révélée son rêve, mais l'a dit à Tomoko. Elle va se réconcilier avec Hina car elle était inquiète qu'elle une comédienne pour les eroge.
Emiri Uchi (内 笑美莉, Uchi Emiri)
C'est une camarade de classe de Tomoko. Tomoko l'appelle tête d'émoji à cause de son visage. Elle pense que Tomoko la harcèle.

## Accueil
En juillet 2013, le tirage total s'élevait à 1,5 million d'exemplaires. Sa popularité a augmenté grâce à des scanlations postés sur le site 4chan.

## Manga
En dehors du Japon, la série est licenciée par Yen Press en Amérique du Nord. En France, la série est editée par Noeve Grafx.

### Liste des volumes
| no | Japonais           | Japonais                                                                  |
| no | Date de sortie     | ISBN                                                                      |
| -- | ------------------ | ------------------------------------------------------------------------- |
| 1  | 21 janvier 2012    | 978-4-7575-3480-3                                                         |
| 2  | 22 mai 2012        | 978-4-7575-3597-8                                                         |
| 3  | 22 décembre 2012   | 978-4-7575-3818-4                                                         |
| 4  | 22 juin 2013       | 978-4-7575-3980-8                                                         |
| 5  | 21 septembre 2013  | 978-4-757-54064-4                                                         |
| 6  | 22 mars 2014,      | 978-4-757-54025-5 (édition limitée) 978-4-757-54024-8 (édition régulière) |
| 7  | 22 octobre 2014,   | 978-4-757-54121-4 (édition limitée) 978-4-757-54122-1 (édition régulière) |
| 8  | 22 août 2015       | 978-4-757-54713-1                                                         |
| 9  | 22 mars 2016       | 978-4-757-54911-1                                                         |
| 10 | 22 octobre 2016    | 978-4-757-55125-1                                                         |
| 11 | 22 mars 2017       | 978-4-757-55277-7                                                         |
| 12 | 22 février 2018    | 978-4-757-55624-9                                                         |
| 13 | 21 juillet 2018    | 978-4-757-55777-2                                                         |
| 14 | 22 janvier 2019    | 978-4-7575-5976-9                                                         |
| 15 | 11 mai 2019        | 978-4-7575-5976-9                                                         |
| 16 | 12 novembre 2019   | 978-4-7575-6378-0                                                         |
| 17 | 12 mars 2020       | 978-4-7575-6553-1                                                         |
| 18 | 10 juillet 2020,   | 978-4-7575-6665-1 (édition limitée) 978-4-7575-6666-8 (édition régulière) |
| 19 | 12 février 2021    | 978-4-7575-7091-7                                                         |
| 20 | 10 septembre 2021, | 978-4-7575-7232-4 (édition limitée) 978-4-7575-7280-5 (édition régulière) |
| 21 | 11 mars 2022       | 978-4-7575-7810-4                                                         |
| 22 | 12 octobre 2022    | 978-4-7575-8200-2                                                         |
| 23 | 11 mai 2023        | 978-4-7575-8572-0                                                         |
| 24 | 10 novembre 2023   | 978-4-7575-8900-1                                                         |
| 25 | 11 juillet 2024    | 978-4-7575-9301-5                                                         |
| 26 | 12 février 2025    | 978-4-7575-9673-3                                                         |
| 27 | 11 juillet 2025    | 978-4-7575-9954-3                                                         |

## Anime
L'adaptation en anime a été annoncée en décembre 2012. Il est réalisé par Shin Oonuma, écrit par Takao Yoshioka et produit par le studio Silver Link. Sa diffusion a débuté le 8 juillet 2013 sur TV Tokyo. La série est diffusée en streaming par Crunchyroll en version anglaise.
La série et l'OAV (comme « épisode 13 ») sont diffusée en streaming par ADN, uniquement en VOSTFR, depuis novembre 2022 sous le titre Watamote,.

### Liste des épisodes
| No       | Titre français                                                   | Titre japonais                       | Titre japonais                          | Date de 1re diffusion |
| No       | Titre français                                                   | Kanji                                | Rōmaji                                  | Date de 1re diffusion |
| -------- | ---------------------------------------------------------------- | ------------------------------------ | --------------------------------------- | --------------------- |
| 01       | Je ne suis pas populaire, je dois changer d'image                | モテないし、ちょっとイメチェンするわ | Motenai shi, Chotto Imechen suru wa     | 8 juillet 2013        |
| 02       | Je ne suis pas populaire, je vais voir une vieille amie          | モテないし、昔の友達に会う           | Motenai shi, Mukashi no Tomodachi ni Au | 15 juillet 2013       |
| 03       | Je ne suis pas populaire, il fait moche                          | モテないし、悪天候                   | Motenai shi, Akutenkō                   | 22 juillet 2013       |
| 04       | Je ne suis pas populaire, je vais faire de beaux rêves           | モテないし、ちょっといい夢見るわ     | Motenai shi, Chotto Ii Yume Miru wa     | 29 juillet 2013       |
| 05       | Je ne suis pas populaire, je vais améliorer mes compétences      | モテないし、スキルアップしてみる     | Motenai shi, Sukiru Appu shitemiru      | 5 août 2013           |
| 06       | Je ne suis pas populaire, je vais aller voir les feux d'artifice | モテないし、花火に行く               | Motenai shi, Hanabi ni Iku              | 12 août 2013          |
| 07       | Je ne suis pas populaire, je vais passer les vacances de ma vie  | モテないし、夏休みを満喫する         | Motenai shi, Natsuyasumi o Makitsu suru | 19 août 2013          |
| 08       | Je ne suis pas populaire, je veux avoir la classe                | モテないし、見栄をはる               | Motenai shi, Miewoharu                  | 26 août 2013          |
| 09       | Je ne suis pas populaire, l'été s'achève                         | モテないし、夏が終わる               | Motenai shi, Natsu ga Owaru             | 2 septembre 2013      |
| 10       | Je ne suis pas populaire, le deuxième semestre débute            | モテないし、二学期が始まる           | Motenai shi, Nigakki ga Hajimaru        | 9 septembre 2013      |
| 11       | Je ne suis pas populaire, je participe au festival culturel      | モテないし、文化祭に参加する         | Motenai shi, Bunkasai ni Sanka suru     | 16 septembre 2013     |
| 12       | Je ne suis pas populaire, je vais réfléchir à mon avenir         | モテないし、将来を考える             | Motenai shi, Shōrai wo Kangaeru         | 23 septembre 2013     |
| OAV / 13 | Je ne suis pas populaire, je tente d'être mystérieuse            | モテないし、謎めいてみる             | Motenai shi, Nazo Meitemiru             | 22 octobre 2014       |

### Doublage
| Personnages   | Personnages   | Voix japonaises |
| ------------- | ------------- | --------------- |
| Tomoko Kuroki | Tomoko Kuroki | Izumi Kitta     |
| Tomoki Kuroki | Tomoki Kuroki | Yūichi Nakamura |
| Yû Naruse     | Yû Naruse     | Kana Hanazawa   |
| Kî            | Kî            | Rie Kugimiya    |

## Produits dérivés

### Publications
Une série dérivée au format yonkoma nommée Watashi no Tomodachi ga Motenai no wa Dō Kangaetemo Omaera ga Warui. (私の友達がモテないのはどう考えてもお前らが悪い。), abrégé en TomoMote (トモモテ), est publiée dans le magazine Gangan Joker depuis le 22 janvier 2013. Une anthologie est sortie le 22 juin 2013.